# Tāluṅ
Tāluṅ eller Talung är ett berg i Indien, på gränsen till Nepal. Det ligger i den nordöstra delen av landet. Toppen på Tāluṅ är 7 262 meter över havet.
Den högsta punkten i närheten är Kangchenjunga, 8 586 meter över havet, norr om Tāluṅ. Trakten runt Tāluṅ är permanent täckt av is och snö.